# Montagnais-kráter
A Montagnais-kráter az első ismert tenger alatti becsapódási kráter. A kanadai Új-Skócia partjainál a kontinentális perem, a self sekélytengerében helyezkedik el. Nevét egy inuit törzsről kapta. A becsapódás 50,5±0,76 millió évvel ezelőtt, az eocén korban volt.
Felfedezését a véletlennek köszönheti, mert a tengeri üledékek teljesen eltakarják. Legalább kétszeres gyűrű, a belső átmérője mintegy 45 km, de kivehető egy 60 km-es külső gyűrű is.

## Lásd még
- becsapódási kráter
- becsapódási kráterek listája
- észak-amerikai becsapódási kráterek listája